# Депресия
Вижте пояснителната страница за други значения на депресия.
Депресията в общия случай е чувство на меланхолия, тъга, отчаяние, безпомощност и унилост, което може да трае от няколко часа до няколко дни. Ако е налице дълготрайно чувство на тъга и отчаяние, може да става въпрос за заболяване, известно като клинична депресия.
Депресията може да бъде провокирана от различни фактори – биологични, психични и социални (като раждане, загуба на близък човек, развод). Признаците са липса на енергия, липса на апетит, безсъние, апатия и мисли за самоубийство, но също повишена емоционалност, свръхактивност, раздразнителност, безпричинна еуфория.

## Симптоми

### Промени в настроението или други емоционални проблеми
- Усещане за пълно отчаяние, безнадеждност и безсмислие на всичко.
- Тъга и потиснатост.
- Чувство на безпокойство и безпомощност.
- Чувство на празнота.
- Гняв и раздразнителност.
- Чувство на вина.
- Загуба на увереност.
- Липса на интерес в ежедневните дейности, равнодушие.
- Липса на мотивация.
- Хронична умора, липса на енергия, летаргия.
- Трудности в концентрацията, нарушения на паметта.
- Затруднено взимане на решения, пасивност.
- Неспособност за изпитване на удоволствие.
- Страх за бъдещето.
- Мисли или опити за самоубийство.
- Нарушения на храненето: загуба на апетит – редукция на теглото, увеличаване на апетита – наддаване на тегло.
- Нарушения на съня: трудности при заспиване (безсъние, ранно събуждане), чувство на умора след нормален по продължителност сън.

### Социални проблеми
- Трудности в отношенията.
- Изолация, социално отдръпване.
- Липса на интерес от секса и/или на сексуално желание.
- Липса на наслада от времето за почивка.
- Проблеми с алкохол или наркотици.

### Физически проблеми
- Главоболие, болки в гърба, стомашни болки, болки в ставите и мускулите.
- Чувство за физическо изтощение.

### Други симптоми на депресия в младежка възраст
- Влошаване на оценките в училище.
- Непосещаване и бягане от училище.
- Бягство от вкъщи.
- Злоупотреба с различни субстанции, безразсъдно поведение.

## Лечение
Често не се налага професионално лечение. Депресията може да е просто състояние на приемане и преработване на житейски събития. При продължително депресивно състояние (особено в комбинация с други симптоми) се налага консултация с психиатър или с психотерапевт. Възможно е изписване на антидепресанти или вербална терапия със специалист.
Физическата активност води до понижаване на депресивното състояние. Поради освобождаването на невротрофични протеини в мозъка, които могат да помогнат за възстановяването на хипокампуса, който може да бъде намален поради депресия. Също така йогата може да се разглежда като допълнителна възможност за лечение на пациенти с депресивни разстройства и лица с повишени нива на депресия.
Бърз резултат има и чрез терапията „Семейни констелации“.
Припомнянето на стари спомени е друга алтернативна форма на лечение, особено за възрастните хора, които са живели по-дълго и имат повече опит в живота. Това е метод, който кара човек да си припомня спомени от собствения си живот, което води до процес на саморазпознаване и идентифициране на познати стимули. Чрез поддържане на личното минало и идентичност, това е техника, която стимулира хората да гледат на живота си по по-обективен и балансиран начин, карайки ги да обръщат внимание на положителната информация в своите житейски истории, което успешно би намалило нивата на депресивно настроение.